# Acteon ringiculoides
Acteon ringiculoides is een slakkensoort uit de familie van de Acteonidae. De wetenschappelijke naam van de soort is voor het eerst geldig gepubliceerd in 2008 door Valdés.